# Les Petits Jönsson : Quel cirque !
Pour plus de détails, voir Fiche technique et Distribution.
Les Petits Jönsson : Quel cirque ! (titre original : Lilla Jönssonligan på styva linan, litt. « Le jeune gang Olsen sur la corde raide ») est un film suédois réalisé par Christjan Wegner, sorti en 1997.
C'est le deuxième des quatre films retraçant la jeunesse des personnages des personnages créés par Erik Balling et Henning Bahs. 

## Fiche technique
- Titre : Les Petits Jönsson : Quel cirque !
- Titre original : Lilla Jönssonligan på styva linan
- Réalisation : Christjan Wegner
- Scénario : Christjan Wegner et Björn Carlström d'après les personnages créés par Erik Balling et Henning Bahs
- Photographie :
- Musique :  Christer Sandelin et Ragnar Grippe
- Décors :
- Producteurs : Joakim Hansson et Björn Carlström
- Société de production :
- Société de distribution : Sonet Film AB
- Pays d'origine :  Suède
- Langue : suédois
- Format : couleur - 35 mm - son Dolby
- Genre : Comédie
- Durée : 103 min.
- Dates de sortie : 
  -  Suède : 28 novembre 1997

## Distribution
(août 2015).
- Kalle Eriksson : Charles-Ingvar « Sickan » Jönsson
- Jonathan Flumée : Ragnar Vanheden
- Fredrik Glimskär : Harry la Dynamite
- Jonna Sohlmér : Doris
- Anders Öström : Morgan « Junior » Wall-Enberg
- Mats Wennberg : Biffen
- Robert Gustafsson : Kanonkulan
- Johan Rabaeus : clownen
- Ulla Skoog : svärdslukerskan
- Loa Falkman : Oscar Wall-Enberg
- Maria Weisby : Lillian Wall-Enberg
- Micke Dubois : Loket
- Peter Harryson : tivolidirektören
- Olof Thunberg : morfar Elis
- Niklas Falk : Sigvard Jönsson
- Cecilia Nilsson : Tora Jönsson
- Freja Berglund : Sikkan Jönsson
- Isak Ekblom : Sven-Ingvar Jönsson
- Erik Lindman : poliskonstapel Pinnen